# Il tunnel (film 1988)
Il tunnel (El túnel) è un film del 1988 diretto da Antonio Drove.